# Kyashar
Il Kyashar (altri nomi Thangnaktse e Picco 43) è la cima di una montagna alta 6769 m nella regione del Khumbu in Nepal, a est di Namche Bazar nel cosiddetto Hinku Himal. Si trova all'interno del Parco nazionale del Makalu-Barun.
A nord di Kyashar si trova il Kangtega (6783 m), a sud-ovest il Kusum Kanguru (6367 m), e il Picco Mera (6476 m) a 6.77 km a sud-est.
ll Kyashar è collegato alla Kangtega tramite una cresta. Sul fianco ovest si trova il ghiacciaio Kyashar.
Fino al 1983, la montagna è stata nominata "Picco 43". In quell'anno, le autorità nepalesi hanno effettuato una ridenominazione di montagne e altre località geografiche per "cancellare" un gran numero di nomi occidentali dalla mappa. Dal 1983 la montagna è nominata Kyashar. La montagna ha anche un terzo nome, Thangnaktse. A livello locale appare anche il nome Charpate, che significa "quadrato", che è una buona descrizione della forma della sommità della montagna.

## Salita
Il Kyashar è stato scalato per la prima volta il 18 ottobre 2003 da Bruce Normand, Andreas Frank e Sam Broderick. La via di salita risaliva la cresta e la parete ovest.
L'11 novembre 2012, i giapponesi Yasuhiro Hanatani, Hiroyoshi Manome e Tatsuya Aoki hanno effettuato la prima salita della montagna dalla parete sud (South Pillar), la cosiddetta rotta NIMA (2400 m, ED +, 5.10a, M5), in stile alpino; per questo è stato loro assegnato il Piolet d'Or.